# تامين باب مركزي

الرسوم المتحركة لكيفية عمل نظام قفل الطاقة المركزي (عملية التتابع البسيطة)

مركزية أقفال الأبواب المعروف أيضا باسم (قفل الأبواب الكهربائي أو القفل المركزي) الذي يسمح للسائق أو الراكب الأمامي في وقت واحد قفل أو فتح جميع الابواب السيارة أو الشاحنة، عن طريق الضغط على زر التقليب أو تبديل.
وأدخلت أقفال الأبواب المركزية الفاخرة على سكريبس -بوث في عام 1914، ولكنها لم تكن مشتركة بل خاصة بالسيارات الفاخرة حتى عام 1956مباكارد أعادت لهم في . ما يقرب من كل نموذج سيارة اليوم يقدم هذه الميزة كتجهيز اختياري على الأقل.
نظم التامين المبكرة التي توضح أبواب السيارة مؤمنة اوغير مؤمنة فقط . العديد من نظم السيارات اليوم أيضا لها ميزة أن تطلق أو تفتح أشياء مثل مقصوره الامتعه أو صندوق الامتعة و غطاء الوقود . ومن الشائع أيضا على السيارات الحديثة لتفعيل الاغلاق تلقائيا عندما يتم وضع السيارة في ترس التحرك أو تصل إلى سرعة معينة.

## التكلم الحر عن بعد

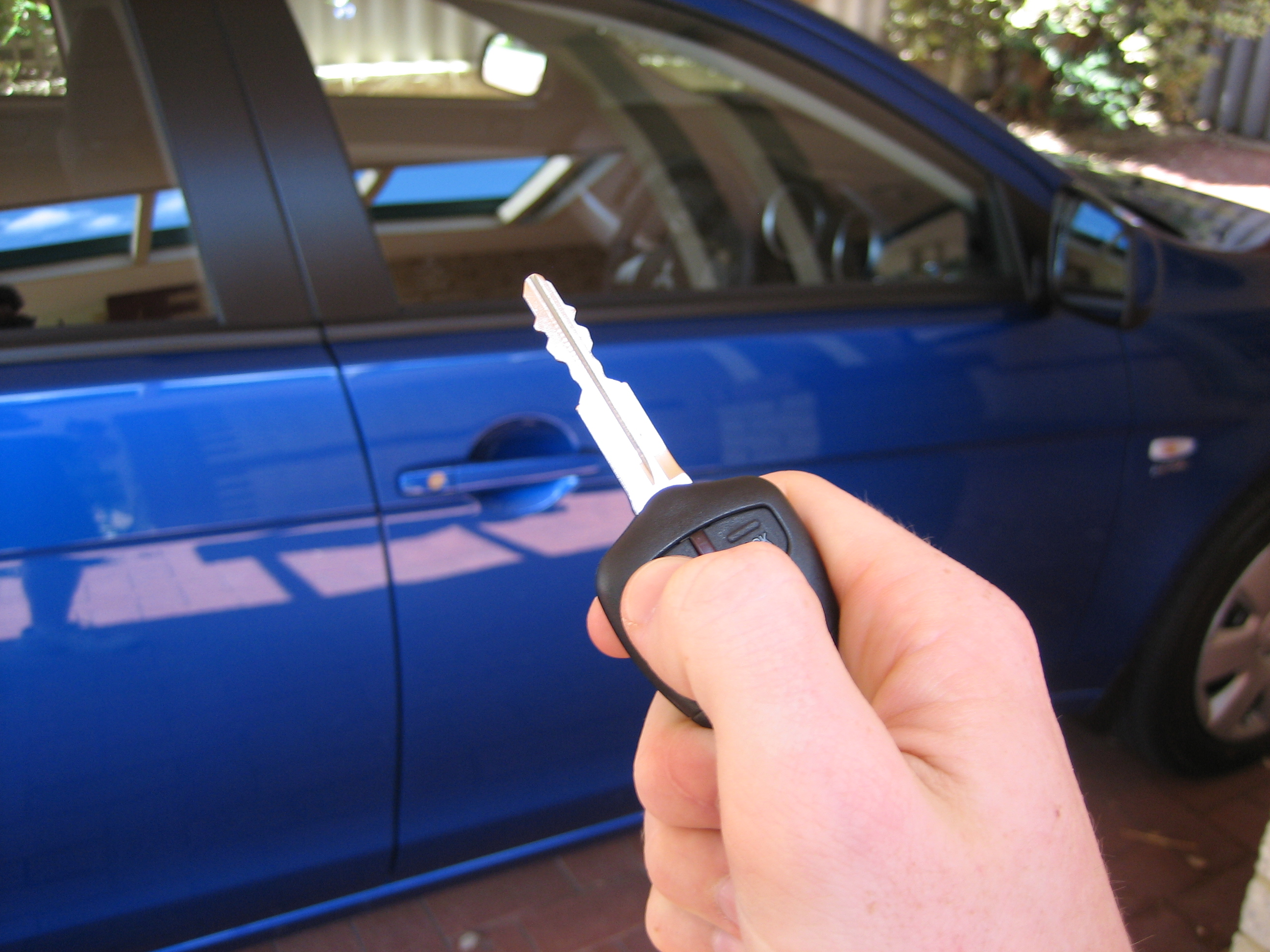
بالضغط على زر المفتاح يفتح جميع أبواب السيارة. والزر الآخر لإقفال السيارة.

أصبح هذا النظام شائع في عصرنا، ويستخدم لإعطاء أوامر لأجهزة مختلفة من باب مرآب السيارات الألي .